# مسیریابی و ارسال مجازی (وی آر اف)
در شبکه های رایانه ای مبتنی بر IP ، مسیریابی و انتقال مجازی ( مخفف به زبان انگلیسی VRF ) فناوری است که اجازه می دهد چندین نمونه از یک جدول مسیریابی همزمان در یک روتر همزمان زندگی کنند. یک یا چند رابط منطقی یا فیزیکی ممکن است دارای وی آر اف باشد و این وی آر اف ها مسیرهای مشترکی ندارند بنابراین بسته ها فقط بین رابط های وی آر اف مشابه ارسال می شوند. وی آر اف ها معادل لایه 3 TCP / IP یک وی لن هستند . از آنجا که نمونه های مسیریابی مستقل هستند ، می توان از آدرس های آی پی یکسان یا همپوشانی استفاده کرد بدون اینکه مغایرتی با یکدیگر داشته باشند. عملکرد شبکه بهبود یافته است زیرا مسیرهای شبکه را می توان بدون نیاز به چندین روتر تقسیم بندی کرد. 

## اجرای ساده

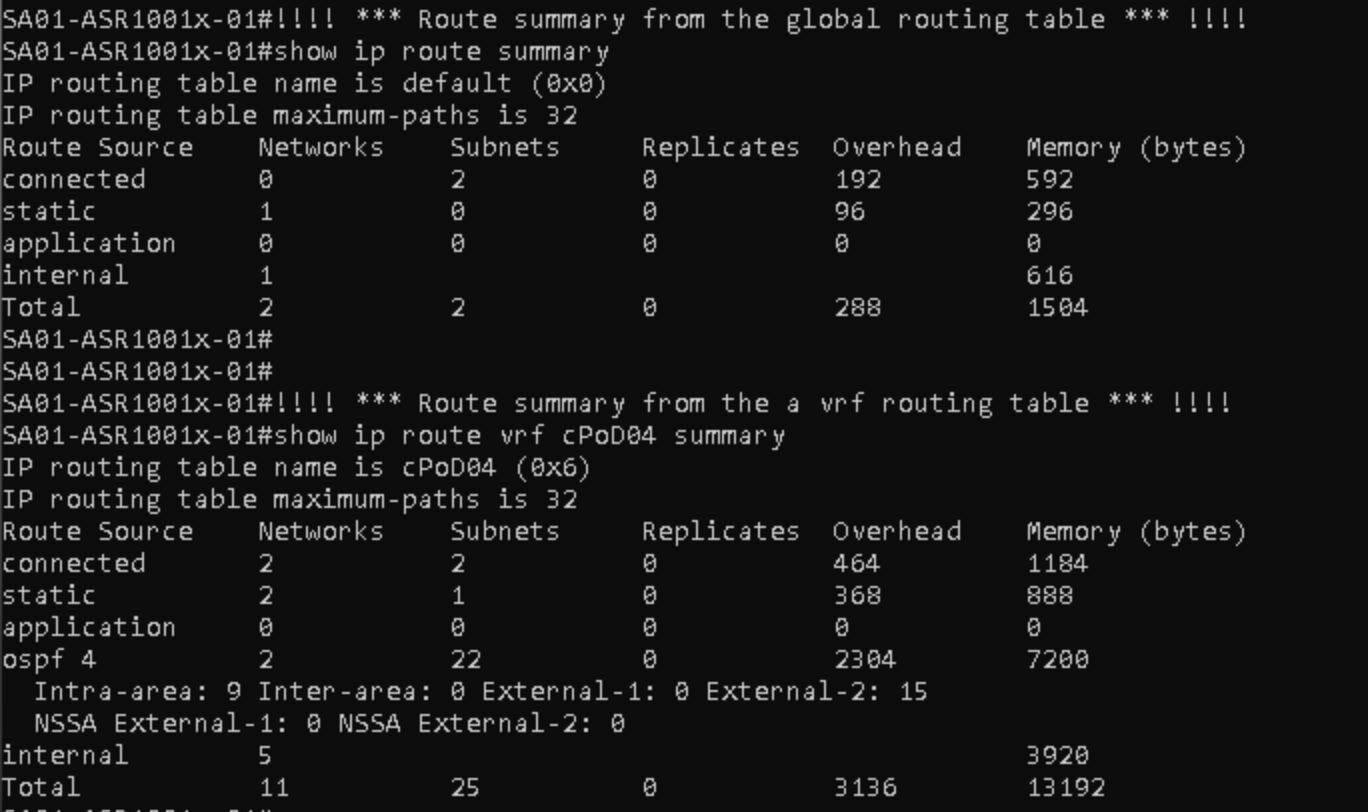
نمونه‌ای از خلاصۀ جدول مسیریابی جهانی و VRF با مسیرها و پروتکل مسیریابی مختلف

ساده ترین شکل اجرای VRF VRF-Lite است.  در این پیاده سازی ، هر روتر درون شبکه در محیط مسیریابی مجازی به صورت مبتنی بر همتا شرکت می کند. "وی آر اف لایت" با استقرار ساده و مناسب برای شرکتهای کوچک و متوسط و مراکز داده اشتراکی ، در اندازه مورد نیاز شرکتهای جهانی یا شرکتهای بزرگ حمل و نقل مقیاس نمی‌گیرد ، زیرا نیاز به پیاده سازی هر نمونه وی آر اف در هر روتر از جمله روترهای میانی است. وی آر اف در ابتدا در ترکیب با Multiprotocol Label Switching (ام پی ال اس) معرفی شد ، اما وی آر اف بسیار مفید به اثبات رسید که در نهایت به زندگی مستقل از ام پی ال اس تبدیل شد.

## اجرای کامل
محدودیت های مقیاس گذاری وی آر اف لایت با اجرای آی پی برطرف می شود وی لن ها در این پیاده سازی ، یک شبکه اصلی ستون فقرات وظیفه انتقال داده ها را در منطقه وسیع بین موارد وی آر اف در هر مکان لبه بر عهده دارد. آی پی وی پی ان ها به طور سنتی توسط شرکت های مخابراتی مستقر می شوند تا یک شبکه ستون فقرات مشترک را برای چندین مشتری فراهم کنند. آنها همچنین در شرکت های بزرگ ، چندین مستاجر و محیط مرکز داده مشترک مناسب هستند.
در یک استقرار معمول ، روترهای لبه مشتری (سی ای) مسیریابی محلی را به روشی سنتی اداره می کنند و اطلاعات مسیریابی را در لبه ارائه دهنده (پی ای) که جداول مسیریابی مجازی هستند ، پخش می کنند. سپس روتر پی ای ترافیک را کپسوله می کند ، آن را برای شناسایی نمونه وی آر اف علامت گذاری می کند و آن را از طریق شبکه ستون فقرات ارائه دهنده به روتر پی ای مقصد منتقل می کند. روتر پی ای مقصد سپس ترافیک را جدا کرده و آن را به روتر سی ای در مقصد هدایت می کند. شبکه ستون فقرات برای تجهیزات مشتری کاملاً شفاف است و به چندین مشتری یا انجمن های کاربر اجازه می دهد تا از شبکه ستون فقرات مشترک با حفظ تفکیک ترافیک بین انتها استفاده کنند.
مسیرها در سراسر شبکه ستون فقرات ارائه دهنده با استفاده از یک پروتکل دروازه داخلی - معمولاً آی بی جی پی حفظ می شوند . آی بی جی پی از ویژگیهای جامعه گسترده در یک جدول مسیریابی مشترک استفاده می کند تا مسیرهای مشتریان را با آدرسهای آی پی همپوشانی متمایز کند.
آی پی وی پی ان معمولاً در سراسر ستون فقرات ام پی ال اس مستقر می شود زیرا برچسب گذاری ذاتی بسته ها در ام پی ال اس به شناسایی وی آر اف مشتری کمک می کند. مقداری آی پی پیاده سازی های وی پی ان (به ویژه Nortel's IP-VPN Lite ) از یک کپسوله سازی آی پی در آی پی ساده تر بر روی یک ستون فقرات آی پی خالص استفاده می کنند و نیازی به حفظ و پشتیبانی از یک محیط ام پی ال اس نیست.

## پیاده سازی سیسکو
مسیریابی و حمل و نقل وی پی ان ، عنصر اصلی در فناوری وی پی ان Cisco MPLS . 